# Marwica Wielka
Marwica Wielka – część wsi Marwica, w Polsce, w województwie warmińsko-mazurskim, w powiecie elbląskim, w gminie Rychliki. Znajduje się tutaj Dom Dziecka "Orle Gniazdo".
W latach 1975–1998 miejscowość administracyjnie należała do województwa elbląskiego.